# Rourea microphylla
Rourea microphylla är en tvåhjärtbladig växtart som först beskrevs av Hook. & Arn., och fick sitt nu gällande namn av Jules Émile Planchon. Rourea microphylla ingår i släktet Rourea och familjen Connaraceae. Inga underarter finns listade i Catalogue of Life.